# Tweede Fitna
De Tweede Fitna was een periode van algemene politieke en militaire wanorde tijdens de vroege Omajjadendynastie na de dood van hun eerste kalief Moe'awija I, die het kalifaat van de Rashidun had verslagen tijdens de Eerste Fitna. Historici dateren het begin ervan verschillend als 680 of 683 en het einde als ergens tussen 685 en 692. De oorlog ging over het neerslaan van twee bedreigingen voor de Omajjaden, de eerste door Hoessein ibn Ali (gesneuveld in de Slag bij Karbala in 680) en de tweede door Abd Allah ibn al-Zoebair (gedood in 692).

## Details
Er lijkt een gebrek aan een stevige consensus te zijn over het exacte aantal jaren dat het conflict omvat, waarbij historici de Tweede Fitna verschillend dateren. Sommigen zien het einde van Moe'awija's heerschappij in 680 als begin, terwijl de dood van zijn zoon Yazid I in 683 door anderen wordt genomen. Ook het einde wordt verschillend gedateerd van 685 (de troonsbestijging van kalief Abd al-Malik ibn Marwan) tot 692 (de dood van Abd Allah ibn al-Zoebair die zijn opstand beëindigde). De jaartallen 683–685 lijken het vaakst te worden gebruikt.
Toen de eerste Omajjadische kalief Moe'awija I in 680 stierf, werd hij door zijn zoon Yazid I opgevolgd. Yazids eerste tegenstand kwam van de aanhangers van Hoessein ibn Ali, die de kleinzoon was van de profeet Mohammed en de zoon van de vermoorde vierde kalief Ali ibn Aboe Talib. Hoessein en veel van zijn naaste volgelingen werden door Yazids troepen gedood in de Slag bij Karbala. Deze slag wordt vaak genoemd als de definitieve breuk tussen de sjiitische en soennitische stromingen van de islam, en tot op heden wordt deze slag herinnerd door sjiieten tijdens Asjoera.
Na deze gebeurtenissen werd Yazid geconfronteerd met een tweede opstand van Abd Allah ibn al-Zoebair, wiens vader Zoebair ibn al-Awwam een sahabi was geweest en wiens moeder Asma bint Aboe Bakr was. Ibn al-Zoebair zette zich op als tegenkalief in Mekka. Zijn rebellie werd door velen gezien als een poging om de oorspronkelijke waarden van de oemma te herstellen en werd dan ook verwelkomd door verscheidene partijen die om verschillende redenen ontevreden waren met de Omajjadische heerschappij. Na de plotselinge dood van Yazid en zijn zoon Moe'awija II in 683 verkreeg ibn al-Zoebair ruime erkenning als kalief. Hij trachtte snel alle weerstand tegen zijn heerschappij uit de weg te ruimen, waarbij hij een tijdlang enige samenhangende Alidische machtspretenties wist weg te vagen nadat hij in 687 Moektar al-Thaqafi had verslagen. In Syrië werd Marwan ibn Hakim, een neef van Moe'awija I, tot kalief uitgeroepen, maar hij stierf al in 685. Zijn zoon Abd al-Malik bleek echter zeer kundig. Ibn al-Zoebair was geïsoleerd in de streken Tihama en Hidjaz toen kharidjitische rebellen in 684 in Centraal-Arabië een onafhankelijke staat vestigden.
Andere kharidjitische opstanden volgden in Irak en Iran, terwijl sjiieten in Koefa in opstand kwamen om de dood van Hoessein te wreken en een andere zoon van Ali als kandidaat-kalief begonnen te propageren. Uiteindelijk werd de orde hersteld door de Syrische troepen die Abd al-Malik steunden. Hij slaagde erin al zijn verschillende rivalen te verslaan en zijn leger doodde ibn al-Zoebair in het Beleg van Mekka in 692, waarmee deze uitzonderlijk turbulente periode werd afgesloten.

## Veldslagen
- Slag bij Karbala (680)
- Slag bij al-Harra (683)
- Belegering van Mekka (683)
- Slag bij Marj Rahit (684)
- Slag bij Ayn al-Warda (685)
- Slag bij Khazir (686)
- Slagen bij Madhar en Harura (686)
- Slag bij Maskin (691)
- Belegering van Mekka (692)